# Jaime Balmes
Jaime Balmes y Urpiá (Vic, 28 de agosto de 1810-Vic, 9 de julio de 1848) fue un sacerdote, filósofo, teólogo, apologista, sociólogo y tratadista político español. Familiarizado con la doctrina de santo Tomás de Aquino, Balmes es un filósofo original que no pertenece a ninguna escuela o corriente en particular, al que Pío XII calificó como "Príncipe de la Apologética moderna". En 1848 fue elegido académico de número de la Real Academia Española, pero murió antes de tomar posesión.

## Biografía

### Nacimiento
Jaime Balmes y Urpiá nació en la localidad barcelonesa de Vic el 28 de agosto de 1810 y fue bautizado ese mismo día en la Seo de dicha ciudad con los nombres de Jaime Luciano Antonio.

### Formación
En 1817 comienza sus estudios en el Seminario de Vic: tres años de gramática latina, tres de Retórica y, a partir de 1822, tres de Filosofía. En 1825, en Solsona, recibe la tonsura de manos del obispo de esta ciudad, Manuel Benito y Tabernero (1750-1830), que pontificó entre 1814 y 1830.
El curso 1825-1826 estudia el primer año de Teología, también en el Seminario de Vic. Los cuatro cursos siguientes de Teología los hace, merced a una beca que le ha sido concedida en el Colegio de San Carlos, en la Universidad de Cervera. En 1830, y por espacio de dos años, por estar cerrada la Universidad de Cervera, estudia privadamente en Vic. El 8 de junio de 1833 obtuvo la licenciatura en Sagrada Teología.
El 20 de septiembre de 1834, en la capilla del Palacio episcopal de Vic, es ordenado sacerdote de manos del obispo Pablo de Jesús Corcuera. Prosigue sus estudios de Teología, e inicia los de Derecho canónico, nuevamente en la Universidad de Cervera. Finalmente, en 1835 obtuvo el doctorado en Sagrada Teología y el título de bachiller en Cánones.

### Vida sacerdotal
A continuación realiza varios intentos para dar clases en la Universidad de Barcelona y al no conseguirlo se dedica por algún tiempo a dar clases particulares en Vic. Finalmente el Ayuntamiento de dicha ciudad le nombra, en 1837, profesor de Matemáticas, cargo que desempeña durante cuatro años. En 1839 ha fallecido su madre, Teresa Urpiá. En 1841 se traslada a vivir a Barcelona.
En estos últimos años ha comenzado ya su actividad creativa y colabora en diversos periódicos y revistas: La Paz, El Madrileño Católico, La Civilización, además de varios opúsculos que llaman poderosamente la atención de los lectores.
Es a partir de este año de 1841 cuando «estalla» el genio de Balmes y desarrolla una actividad frenética y portentosa que en pocos meses sus escritos y su personalidad serán admirados en toda Europa. Según la profesora Alexandra Wilhelmsen, después de la primera guerra carlista, fue un activo militante y propagandista de la causa de Don Carlos.
Durante los años siguientes expondrá sus ideas políticas y sociales, y sus argumentaciones apologéticas, en cientos de artículos, a través de diversos medios como la revista quincenal La Sociedad y el periódico semanal El Pensamiento de la Nación, del que asume, además, la dirección y publicación. Desde este periódico postuló el enlace matrimonial entre Isabel II y su primo Carlos Luis de Borbón y Braganza (hijo de Carlos María Isidro), con el que pretendía resolver el pleito dinástico.

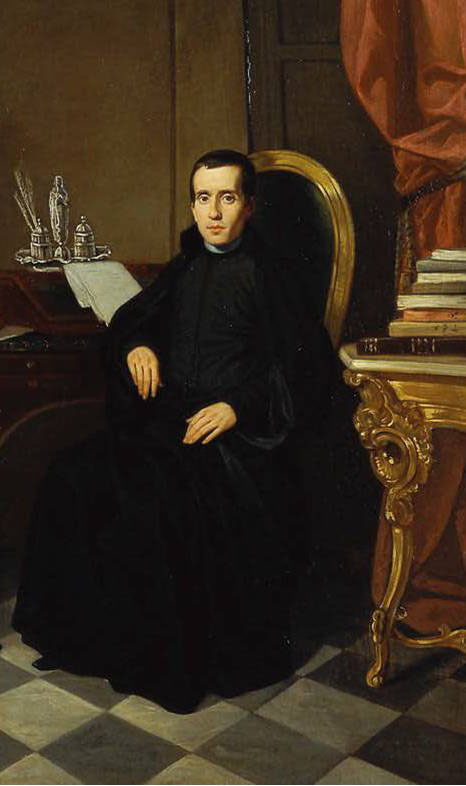
Retrato de Jaime Balmes (detalle), pintado en 1848 por Luis Brochetón y Muguruza (Real Academia de la Historia, Madrid).

En 1841 escribe La religión demostrada al alcance de los niños; en 1842 El Protestantismo comparado con el Catolicismo, en sus relaciones con la civilización, una obra de filosofía de la historia. E inmediatamente viaja a París y Londres para tramitar las traducciones en francés e inglés.
En 1843 se produce el fallecimiento de su padre, Jaime. Y en 1844 fija su domicilio en Madrid, donde dirige su periódico, y se convierte en el inspirador doctrinal del Partido Monárquico Nacional, también conocido como «partido balmista», encabezado por el marqués de Viluma.
Al año siguiente, 1845, realiza un nuevo viaje a París y desde allí lo hace a Bélgica, donde tiene oportunidad de contactar con Mons. Pecci -Vincenzo Gioacchino Raffaele Luigi Pecci (1810-1903)-, quien años después entraría en la historia del papado de la Iglesia católica con el nombre de León XIII (1878-1903). Ese mismo año publica El criterio, tal vez su mejor y más difundida obra. Y en sucesivos años, una obra cada año, Cartas a un escéptico en materia de religión, Filosofía fundamental, Filosofía elemental y también, a finales de 1847, el controvertido opúsculo Pío IX, para el que ha tenido que viajar a París en busca de documentación. Esta última obra le produjo innumerables sinsabores precisamente en una etapa en la que Jaime Balmes ya se sentía enfermo. El año anterior, ante la campaña difamatoria que sus adversarios organizaron contra él a través de diversos medios de comunicación, se había visto obligado a publicar en El Pensamiento de la Nación (19 de agosto de 1846) un extenso artículo bajo el título de «Vindicación personal», en el que desmontaba todas las acusaciones; es lo que algunos autores denominan como «Autobiografía».
Mientras tanto es nombrado socio de la Academia de Religión de Roma y socio de honor y de mérito de la Academia Científica y Literaria de Profesores, de Madrid. El 18 de febrero de 1848 es nombrado también miembro de la Real Academia Española, pero no llegó a tomar posesión porque ya el día 14 de febrero había salido de Madrid hacia Barcelona ante la evolución de su enfermedad.
Aquella enfermedad, tisis pulmonar tuberculosa aguda, progresaba corrosivamente, y Balmes fue consciente de ello. El 27 de mayo se traslada con sus hermanos a su ciudad natal, Vic, donde muere a las tres y cuarto de la tarde del 9 de julio de 1848.
Desde el 4 de julio de 1865 sus restos descansan en el panteón erigido en el centro del claustro de la catedral de Vic.

## Pensamiento
Generalmente la filosofía de Balmes es entendida meramente como «filosofía del sentido común», cuando en realidad se trata de algo bastante más complejo. Tanto en Filosofía fundamental como en Filosofía elemental (siendo esta segunda obra de carácter más divulgativo) se trata el tema de la certeza.
Balmes divide la verdad en tres clases irreductibles, si bien hablamos de la misma cual si sólo fuera una. Estas son las verdades subjetivas, las verdades racionales y las verdades objetivas. El primer tipo de verdad, la subjetiva, puede ser entendida como una realidad presente para el sujeto, que es real pero depende de la percepción del hablante. Por ejemplo, afirmar que se tiene frío o que se tiene sed son verdades subjetivas. El segundo tipo, la racional, es la verdad lógica y matemática, valiendo como ejemplo cualquier operación de este tipo. Finalmente, la verdad objetiva se entiende como aquella que —aún percibida por todos— no entra dentro de la categoría de verdad racional: afirmar que el cielo es azul, o que en el bosque hay árboles.
Los tres tipos de verdad son irreductibles, y los métodos de captación difieren de una a la otra. Por ello, es menester que la filosofía plantee en primer lugar qué tipo de verdad buscamos.
Para Balmes no existe la posibilidad de dudar de todo: haciendo afirmación tal, olvidamos que hay una serie de reglas del pensar que admitimos como verdades para poder dudar. De forma similar a lo planteado por San Agustín o Descartes, afirmar que dudamos implica necesariamente la certeza de que estamos dudando. De esta manera, también la duda es una certeza. Es imposible un auténtico escéptico radical, pues no existe la duda universal.
La certeza es natural e intuitiva como la duda, y anterior a la filosofía. Así, la certeza común y natural engloba también a la certeza filosófica cartesiana. Para llegar a esta certeza, son necesarios los llamados «criterios», los medios mediante los cuales podemos acceder a la verdad. Hay gran cantidad de criterios por haber, también, varios tipos de verdades. Sin embargo, Balmes prefiere distribuirlos en tres: los criterios de conciencia, los de evidencia y los de sentido común. Son éstos los criterios para acceder a los tres tipos de verdad. Definir como «filosofía del sentido común» el corpus del pensamiento de Balmes no se debe tanto a su concepción del sentido común como inherente al quehacer filosófico, sino especialmente por su definición de este sentido como criterio para alcanzar una certeza. Llegados a este punto, cabe señalar la relación de las verdades subjetivas con los criterios de conciencia, las verdades racionales con los de evidencia y finalmente, las verdades objetivas accesibles mediante el criterio del llamado «sentido común».
Por ello, Balmes defiende que la metafísica no debe sostenerse solamente sobre una columna, sino sobre tres que se corresponden con las tres verdades: así, el principio de conciencia cartesiano, el cogito ergo sum es una verdad subjetiva, mientras que el principio de no contradicción aristotélico es verdad racional. Finalmente, el sentido común, el instinto intelectual (tal vez sea «instinto intelectual» un término más específico que «sentido común») nos presenta la llamada verdad objetiva. Es imposible encontrar una verdad común a los tres principios.
De esta manera, Balmes niega la exclusividad de las teorías de los filósofos: la filosofía es la plenitud del saber natural, y está arraigada al ser hombre. Afirmar, por ejemplo, que el cogito es la fundamentación de la verdad y la filosofía no es de por sí una afirmación equivocada, pues es cierto lo que afirma, pero falso lo que niega, pues además del cogito hay otras posibilidades de fundamentación. Balmes no reduce esta idea solamente al ámbito de la filosofía, y la extiende también al pensamiento humano general.
De esta manera, la tesis fundamental de Balmes es que no existe una fórmula de la cual se pueda desprender el universo. No hay verdad de la cual surjan todas las demás. Llegados a este punto, cabe definir con mayor profundidad los tres criterios.

### Conciencia

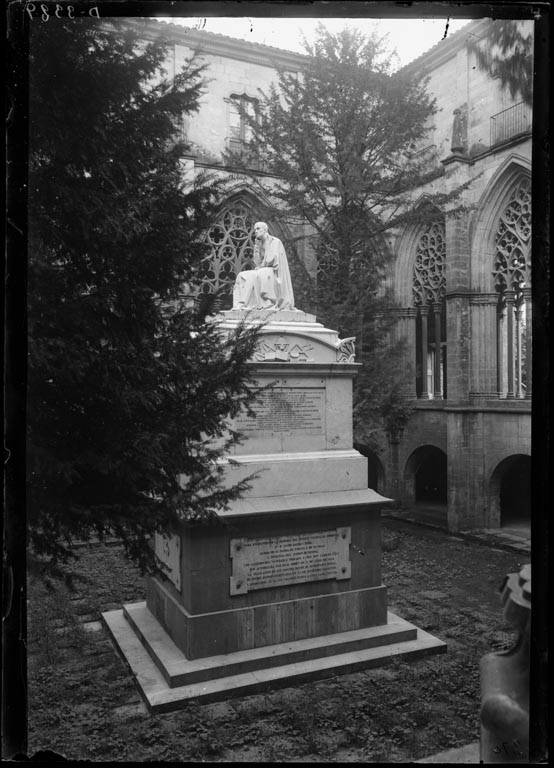
Monumento a Jaime Balmes en el claustro de la catedral de Vic, realizada por Josep Bover en 1865.

La conciencia es aquello que se nota en el interior, lo que se piensa y experimenta. De nada servirían las sensaciones si no se experimentaran en la conciencia. Este criterio tiene varias características: el primero es la naturaleza subjetiva de la conciencia, es decir, nuestra percepción es la del fenómeno, no la de la realidad, si bien para Balmes la subjetividad no implica que no sea verdad la certeza alcanzada. Tiene, además, la función de señalar o presentar. La conciencia no nos pone en contacto con la realidad exterior, ni con los demás (no podemos percibir —sí suponer— la existencia de conciencia en los otros), sino que presenta hechos, es un absoluto que prescinde de relaciones. La conciencia no tiene objetividad ni luz, es pura presencia.
Cuando el lenguaje expresa la conciencia, la traiciona, pues no puede expresarse algo personal mediante algo universal. El lenguaje es incapaz de expresar la conciencia pura, algo que sí puede hacer, por ejemplo, el arte. Así mismo, tampoco puede errar la conciencia, pues no nos equivocamos en torno a la experiencia de la misma, si bien puede ésta ser falible cuando abandona su terreno para salir al exterior. No se da el error en el fenómeno interno, pero sí tal vez en su correspondencia con el exterior. Balmes, en contra de la machina animata cartesiana, defiende que los animales también tienen conciencia, pero en su caso se reduce a la sensación, y no a la intelectualización de la misma. Así, ellos poseen solamente una conciencia directa, mientras que los humanos —por nuestra capacidad intelectiva— poseemos también la conciencia refleja, que es la capacidad de reflexionar sobre las sensaciones de la conciencia directa.
Para Balmes, la conciencia es el fundamento de los otros criterios, y todos nacen necesariamente de ella.

### Evidencia
A diferencia de la conciencia, la evidencia no es singular y contingente. La evidencia tiene universalidad y una necesidad lógica. Balmes divide entre dos tipos de evidencia, la inmediata y la mediata: la primera no requiere demostración, es un conocimiento a priori, como por ejemplo saber que todo objeto es igual a sí mismo. Por el otro lado, la evidencia mediata requiere de demostración.
La evidencia no capta un hecho, sino que capta sus relaciones. Se capta que la idea del predicado está en el sujeto (de forma similar al juicio analítico de Kant). Toda evidencia se funda en el principio de no-contradicción, y se reduce a lo analítico. Olvida los juicios sintéticos que no son exclusivamente racionales, no considera que el criterio de evidencia vaya acompañado de los sentidos. Por ello, para Balmes el análisis de la conciencia es mejor que el análisis de la evidencia.

### Instinto intelectual
El instinto intelectual nos da la correspondencia entre la idea y la realidad, no se trata de un instinto animal, sino de un instinto racional. Mediante este instinto sabemos que existe lo que vemos, o que por lo menos existe una representación de lo que vemos. Este tipo de verdades son por definición más amplias que las verdades intelectuales de la evidencia. Puede tenerse, además, la misma verdad por medio intelectual que por instinto: por poner un ejemplo, puede saberse si un negocio funciona o no mediante un estudio económico o mediante una intuición de sentido común. Así, en el sentido común existe lo inevidente —como las verdades morales, o las sensaciones— o aquello que mediante el instinto intelectual vemos como evidente, por ejemplo las verdades científicas. También es mediante este instinto que conocemos verdades demostrables sin necesidad de demostrarlas, o consideramos la verdad como probabilidad, es decir, la conciencia de la contingencia: por poner un ejemplo, ser conscientes de las posibilidades que tenemos de ganar la lotería, o de lograr escribir algo coherente moviendo el bolígrafo aleatoriamente sobre el papel.
Para Balmes, éstos son los tres pilares de la metafísica. Para definir mejor esto, existe un análisis del cogito ergo sum cartesiano, según el cual la afirmación del «pienso, luego existo» cartesiano es en principio una verdad de conciencia, transformada posteriormente en una verdad intelectual de evidencia, un silogismo lógico cuya realidad se comprende mediante la intuición. Al haber fundamentado el cogito en algo intelectual, Descartes cae en el riesgo de reducir el cogito a algo lógico e intelectual. Por ello, para Balmes la conciencia es el pilar fundamental de la metafísica, pero para él trasciende el cogito la idea clara y distinta cartesiana: la conciencia es el pilar porque es en ella donde se vive la experiencia y se le da sentido.

### Moral
Según Balmes: "La naturaleza humana, en general, es un ser abstracto, en el que no puede fundarse una cosa tan real e inalterable como es la moralidad [...] El individuo humano es un ser contingente, el orden moral es necesario; antes que nosotros existiéramos, el orden moral existía; y éste continuaría, aunque nosotros fuéramos aniquilados [...] Nosotros concebimos las ideas morales independientes, no sólo de éste o aquel individuo, sino de toda la humanidad, aunque no existiese hombre alguno, habría orden moral, con tal que hubiera criaturas racionales. El hombre es uno de los seres que por su racionalidad es susceptible del orden moral; pero no el origen de este orden".
Jaime Balmes entendía que la moral humana se fundamenta y participa de la moral perfecta de Dios, que configura el primer punto de la ley natural. "Dios, viendo desde la eternidad el mundo actual y todos los posibles, veía también el orden a que debían estar sujetas las criaturas que los compusieran. [...] la impresión de esta regla en nuestro espíritu [...], es lo que se llama ley natural. Entre las prescripciones de esta ley figura en primera línea el amor de Dios; el orden moral en la criatura no podía fundarse en otra cosa: ya que el amor de Dios a sí mismo es la moralidad por esencia, la participación de esta moralidad debía ser también la participación de este amor'''.

## Críticas a Balmes
Miguel de Unamuno, que había leído a Balmes desde pequeño, no le tenía en gran aprecio:
El espíritu del publicista catalán, una especie de escocés de quinta mano, tenía no poco de infantil; simplificaba todo lo que criticaba, ganando la discusión en claridad cuando perdía en exactitud la exposición de las doctrinas criticadas. Me he convencido más tarde de que quien no tenga de los grandes filósofos kantianos otra idea que la que de ellos nos da Balmes no los conoce. Balmes mismo no los conocía apenas, sino de referencias y por extractos y muy mal digeridos.

## Obras
Las más conocidas son El criterio y El protestantismo comparado, que fueron traducidas a varios idiomas.

### Libros:
- Observaciones sociales, políticas y económicas sobre los bienes del clero (Vich, 1840).
- Consideraciones políticas sobre la situación de España (Barcelona, 1840).
- El protestantismo comparado con el catolicismo en sus relaciones con la civilización europea, 4 vols. (Barcelona, 1842-1844).
- El criterio (1845).
- Filosofía fundamental, 4 vols. (Barcelona, 1846).
- Cartas a un escéptico en materia de religión (Barcelona, 1846).
- Filosofía elemental, 4 vols. (Madrid, 1847).
- La religión demostrada al alcance de los niños (Madrid, 1847).
- Pío IX (Madrid, 1847).